# Nigramma lignea
Nigramma lignea är en fjärilsart som beskrevs av Alfred Ernest Wileman och South 1920. Nigramma lignea ingår i släktet Nigramma och familjen nattflyn. Inga underarter finns listade i Catalogue of Life.